# Martellidendron cruciatum
Martellidendron cruciatum là một loài thực vật có hoa trong họ Dứa dại. Loài này được (Pic.Serm.) Callm. & Chassot mô tả khoa học đầu tiên năm 2003.